# Stanley Thatcher Blake
Stanley Thatcher Blake, född 1910, död 24 februari 1973, var en australisk botaniker.
Auktorsnamnet S.T.Blake kan användas för Stanley Thatcher Blake i samband med ett vetenskapligt namn inom botaniken; se Wikipediaartiklar som länkar till auktorsnamnet.